# Konformacja
Zasugerowano, aby zintegrować ten artykuł z artykułem Izomeria konformacyjna (dyskusja). Nie opisano powodu propozycji integracji.
Konformacja – układ przestrzenny atomów w cząsteczce chemicznej mogący zmieniać się przez obrót wokół pojedynczych wiązań chemicznych, bez ich zrywania.
Zdolność do przyjmowania różnych konformacji przez cząsteczki można sobie wyobrazić na przykładzie zmian kształtu metalowego łańcucha. Łańcuch może być rozciągnięty wzdłuż linii prostej, ale też zwinięty w kulkę lub zapętlony bez konieczności zrywania i ponownego łączenia poszczególnych jego ogniw.
Cząsteczki mające ten sam układ wiązań i atomów, ale różniące się kształtem, noszą nazwę izomerów konformacyjnych lub konformerów.

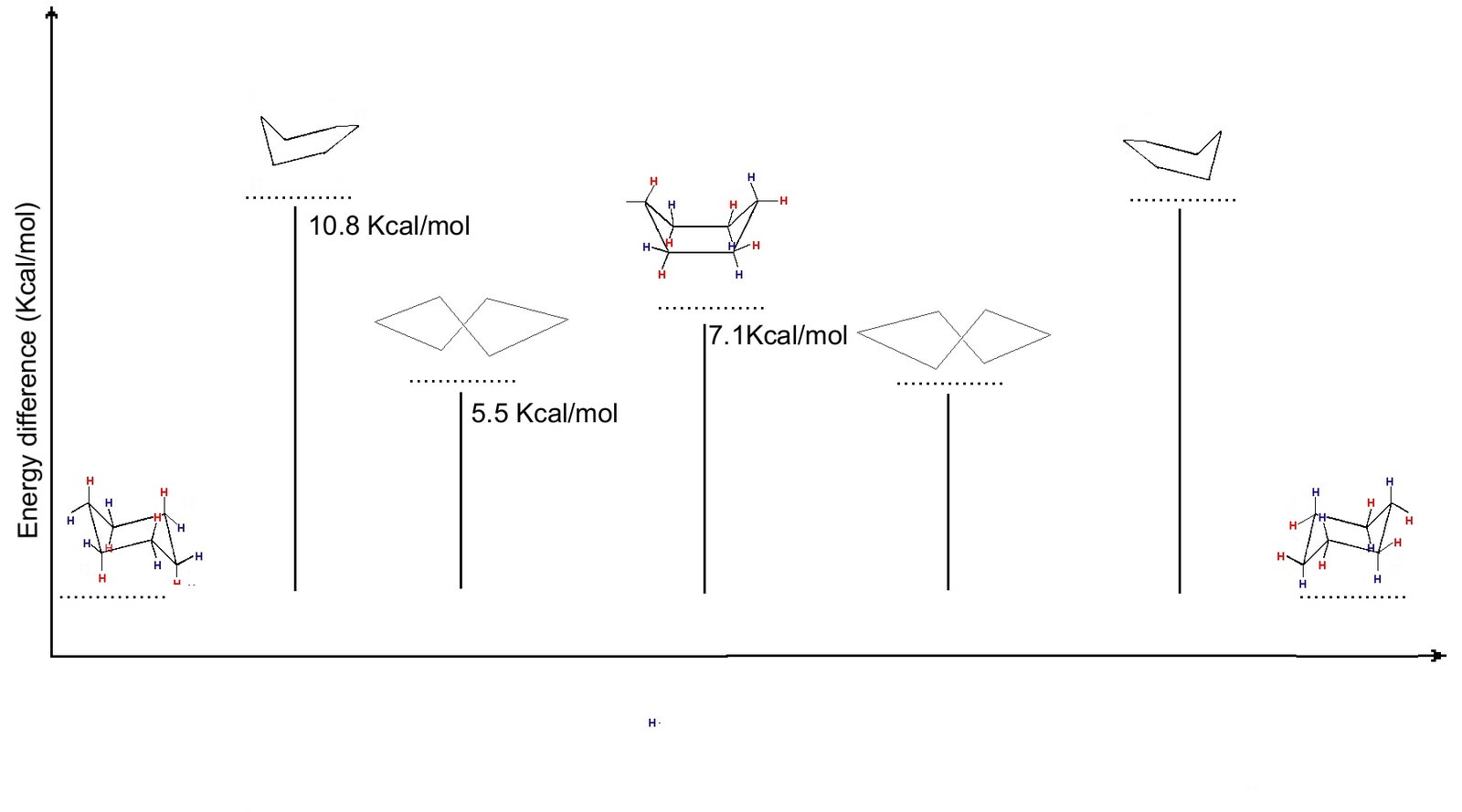
Siedem izomerów konformacyjnych cykloheksanu różniących się energią

Cząsteczki chemiczne zmieniają swój kształt w wyniku rotacji wokół wiązań chemicznych łączących jedne grupy ich atomów z innymi grupami tworzących je atomów. Rotacja ta występuje tylko wokół wiązań pojedynczych i jest niemożliwa dla wiązań wielokrotnych. Może ona też być zablokowana wskutek zawady przestrzennej, czyli tak dużych grup atomów, że nie mogą się one względem siebie obracać, gdyż powodowałoby to nakładanie się poszczególnych atomów w przestrzeni.

Konformacje anti i gauche

Wiele cząsteczek chemicznych (na przykład dłuższe alkany) ma liczne wiązania, wokół których następuje stale trwająca rotacja grup atomów. Cząsteczki takie ciągle zmieniają swój kształt, chociaż niektóre kształty mogą być bardziej, a inne mniej, energetycznie uprzywilejowane. Cząsteczki takie zwykle nie tworzą trwałych izomerów konformacyjnych. Możliwe jest to jednak w bardzo niskich temperaturach, w których ustaje rotacja atomów wokół wiązań.
Niektóre cząsteczki tworzą jednak trwałe izomery konformacyjne, nawet w temperaturze pokojowej. Jest to zwykle spowodowane wcześniej już wspomnianą zawadą przestrzenną lub sztywnością wiązań w ugrupowaniach cyklicznych występujących w strukturze tych związków. Wybór ściśle określonej konformacji cząsteczek może następować też w trakcie procesu ich krystalizacji. W trakcie tego procesu cząsteczki są niejako zmuszane przez inne cząsteczki do przyjęcia określonej konformacji, aby dopasowały się do powstającej sieci krystalicznej. Konformacja ta jest jednak trwała tylko w fazie krystalicznej i po stopieniu kryształu tworzące go cząsteczki ponownie odzyskują możliwość przyjmowania różnych konformacji.
Konformacja ma bardzo duży wpływ na własności fizyczne i biologiczne związków chemicznych. W systemach biologicznych konformacja przyjmowana przez białka i DNA ma decydujący wpływ na ich aktywność biologiczną. Zadaniem wielu enzymów jest, między innymi, narzucanie ściśle określonej konformacji łańcuchów DNA w trakcie ich replikowania, a także wymuszanie ściśle określonej konformacji powstających łańcuchów polipeptydowych w trakcie formowania się białek na matrycy RNA. Niewielkie, przypadkowe błędy konformacji DNA i białek prowadzą często do wielu chorób (na przykład choroby Creutzfeldta-Jakoba).